# Sirska pravoslavna Crkva
Sirska istočna pravoslavna Crkva je orijentalno-pravoslavna crkva koja se odvojila od Crkve nakon sabora u Kalcedonu. Crkva je poznata i kao Jakobitska crkva.

## Dijalog s katoličkom Crkvom
Sirska Crkva poslala je svoje promatrače na Drugi vatikanski sabor. Prilikom dolaska pape Pavla VI. u Jeruzalem, 4. siječnja 1964., bio je prisutan i jedan biskup te par svećenika Sirske Crkve.

### Članci
- Barišić, Jerko. 1973. Stare istočne Crkve u dijalogu s Katoličkom Crkvom. Crkva u svijetu. Sveučilište u Splitu - Katolički bogoslovni fakultet. Split. 8 (4): 364–368